# Fet (Norvegia)
Fet è un ex comune norvegese della contea di Akershus. Dal 1º gennaio 2020 fa parte del comune di Lillestrøm.